# Hervededo (Boal)
Hervededo (en asturiano: Arbededo y oficialmente) es una aldea perteneciente a la parroquia de Serandinas, en el concejo de Boal, comarca de Eo-Navia, Principado de Asturias, España.